# Sternula
Sternula – rodzaj ptaków z podrodziny rybitw (Sterninae) w rodzinie mewowatych (Laridae).

## Zasięg występowania
Rodzaj obejmuje gatunki występujące na całym świecie oprócz Antarktydy.

## Morfologia
Długość ciała 20–28 cm, rozpiętość skrzydeł 47–55 cm; masa ciała 39–63 g. 

## Systematyka

### Etymologia
Sternula (Sternella): rodzaj Sterna Linnaeus, 1758 (rybitwa); łac. przyrostek zdrabniający -ula.

### Podział systematyczny
Do rodzaju należą następujące gatunki:
- Sternula albifrons (Pallas, 1764) – rybitwa białoczelna
- Sternula saundersi (Hume, 1877) – rybitwa malutka
- Sternula antillarum Lesson, 1847 – rybitwa mała
- Sternula superciliaris (Vieillot, 1819) – rybitwa brazylijska
- Sternula lorata (R.A. Philippi, Sr. & Landbeck, 1861) – rybitwa peruwiańska
- Sternula nereis Gould, 1843 – rybitwa nadobna
- Sternula balaenarum Strickland, 1853 – rybitwa namibijska